# رضامحله (کلاچای)
رضامحله یک روستا در ایران است که در بخش کلاچای شهرستان رودسر در استان گیلان واقع شده‌است.

## جمعیت
این روستا در دهستان بی‌بالان قرار دارد و براساس سرشماری مرکز آمار ایران در سال ۱۳۸۵، جمعیت آن ۹۴۱ نفر (۲۷۲ خانوار) بوده‌است.